# 楊慧英
楊慧英（1934年7月14日—），臺灣雲林縣北港鎮人，後因隨父親行醫而遷居臺南，國立臺灣大學法律學系畢業，1992年奉派最高法院法官兼庭長，並於1994年至2003年出任中華民國司法院第六屆大法官，是繼張金蘭、范馨香、蔣昌煒後第四位女性大法官，也是第一位臺灣籍的女性大法官。

## 法官生涯
楊慧英於1958年經全國公務人員高等考試司法官考試及格，司法官受訓前，於母校省立臺南女子高級中學執教二年。1961年自司法官訓練所第四期結訓後派任臺灣新竹地方法院候補推事。1962年律師考試及格。後歷任臺中地方法院推事、檢察官，臺北地方法院推事兼庭長，臺灣高等法院簡任推事。1979年派任為行政法院成立後第一位女評事。1980年調任最高法院推事，1992年奉派最高法院法官兼庭長，所著判決多件，獲選為最高法院判例。1994年10月因歷任民事、刑事、行政等庭，且任職最高法院十年以上成績卓著，經總統李登輝特任為司法院第六屆大法官。
曾多次出席國際婦女會議，帶動女性學習法律知識風氣，曾應教育部之聘與王清峰律師共同主編《婦女與法律》一書。

## 家庭
2012年由高等法院院長升任最高法院院長的楊鼎章是楊慧英的弟弟。